# Фёдоров, Сергей Константинович
Сергей Константинович Фёдоров (лат. Sergei Fyodorov; 1959 Псков, СССР) — российский художник, иконописец.

## Биография
Родился в 1959 году в Пскове. Обучался в Москве. Работал вместе с иконописцем архимандритом Зиноном (Теодором). Долгое время жил и работал в Великобритании, Латвии, Италии, Германии. В настоящее время живёт и работает в Москве.

## Творчество
Крупные работы включают иконостас в Церкви Вознесения на Никитской (Малое Вознесение), иконы в иконостасе Покровского храма и роспись храма святых отцов семи Вселенских Соборов в Даниловом монастыре, в церкви Юрмалы (Латвия) , иконы в соборе Винчестера, иконы в Вестминстерском Аббатстве, фреска в соборе Рочестера Великобритания.
В 1994 году начал работы по созданию ряда икон для Вестминстерского Аббатства.
В 1996 году выполнил девятифигурный деисус в крипте соборе Винчестера. Среди святых им были изображены св. Свитун, патрональный святой собора Винчестера, и св. Бирин, первый епископ-миссионер Винчестера.
В 2001—2004 годы работал над фреской в Рочестерском соборе (англ. Rochester Cathedral), посвященной 2000-летию христианства - https://www.rochestercathedral.org/ По словам иконописца, это была «первая фреска, написанная на Британских островах за последние 800 лет». Фреска расположена правее от алтаря и посвящена теме крещения. Под верхней композицией с изображением Крещения Господня размещены сцены крещения короля Кента св. Этельберта (Ethelbert или Æthelbert) св. Августином Кентерберийским после его прибытия в королевство в 597 году.
В 2003 году икона святого князя Даниила в рост, в серебряной басме, к 700-летию со дня преставления св. блгв. князя Даниила Московского.
В 2006 году написал икону Спасителя с папой Григорием Великим и св. Августином Кентерберийским (66 x 46), предназначенную в подарок римскому Папе Бенедикту XVI от архиепископа Роуэна Уильямса во время его посещения Святого Престола в ноябре 2006 года. На обратной стороне иконы помещена надпись: «Presented by Rowan, Archbishop of Canterbury to His Holiness Pope Benedict XVI with fraternal love and esteem as a sign of my prayer for your apostolic ministry and of the shared goal of our two communions — the full visibility of the one holy Church on earth.»
В 2020 году планируется освящение нового православного храма в Юрмале, Латвия где установлен иконостас работы Сергея Фёдорова перевезенный сюда из Бауской церкви. 
Много работ мастера находится в семейных часовнях и в частных коллекциях в России, Великобритании и в других странах.